# Estación Bell Ville
Bell Ville es una estación ferroviaria ubicada en la ciudad homónima, Provincia de Córdoba, Argentina.

## Servicios
La estación corresponde al Ferrocarril General Bartolomé Mitre de la red ferroviaria argentina.
Servicio Larga Distancia Retiro - Rosario - Córdoba:
En diciembre de 2018 esta estación volvió a tener servicios de pasajeros desde y hacia Retiro y Córdoba.
El actual servicio operado por Trenes Argentinos Operaciones, volvió a efectuar parada en esta estación luego de más de 20 años en las que el tren, tras las concesiones a empresas privadas y clausura de la estación.
En cuestión de trenes de carga, hacen parada algunos trenes la empresa Nuevo Central Argentino.